# Canalidion montanum
Canalidion montanum là một loài nhện trong họ Theridiidae.
Loài này thuộc chi Canalidion. Canalidion montanum được James Henry Emerton miêu tả năm 1882.